# Tainonia serripes
Tainonia serripes är en spindelart som först beskrevs av Simon 1893.  Tainonia serripes ingår i släktet Tainonia och familjen dallerspindlar. Inga underarter finns listade i Catalogue of Life.